# Bisoca
Bisoca – wieś w Rumunii, w okręgu Buzău, w gminie Bisoca. W 2011 roku liczyła 257 mieszkańców. 